# Nieheim
Nieheim település Németországban, azon belül Észak-Rajna-Vesztfália tartományban. Lakosainak száma 6189 fő (2023. december 31.). Nieheim Schieder-Schwalenberg, Marienmünster, Brakel, Bad Driburg és Steinheim községekkel határos.

## Népesség
A település népességének változása:
| Lakosok száma | 6355 | 6177 | 6093 | 6068 | 6157 | 6189 |
|               | 1975 | 2017 | 2019 | 2021 | 2022 | 2023 |